# Museo de Sitio y Centro de Interpretación Mina La Dificultad
El Museo de Sitio y Centro de Interpretación Mina La Dificultad, es un museo dedicado a la historia hospitalaria y de minería ubicado en el Mineral del Monte, en el estado de Hidalgo (México). En este museo se muestra parte de la historia minera de la región y el país, principalmente el tránsito de la tecnología de vapor a la electricidad.
El Archivo Histórico y Museo de Minería de Pachuca  maneja este museo y también el Museo de Sitio Mina de Acosta, y el Museo de Medicina Laboral y Centro Cultural Nicolás Zavala.

## Historia

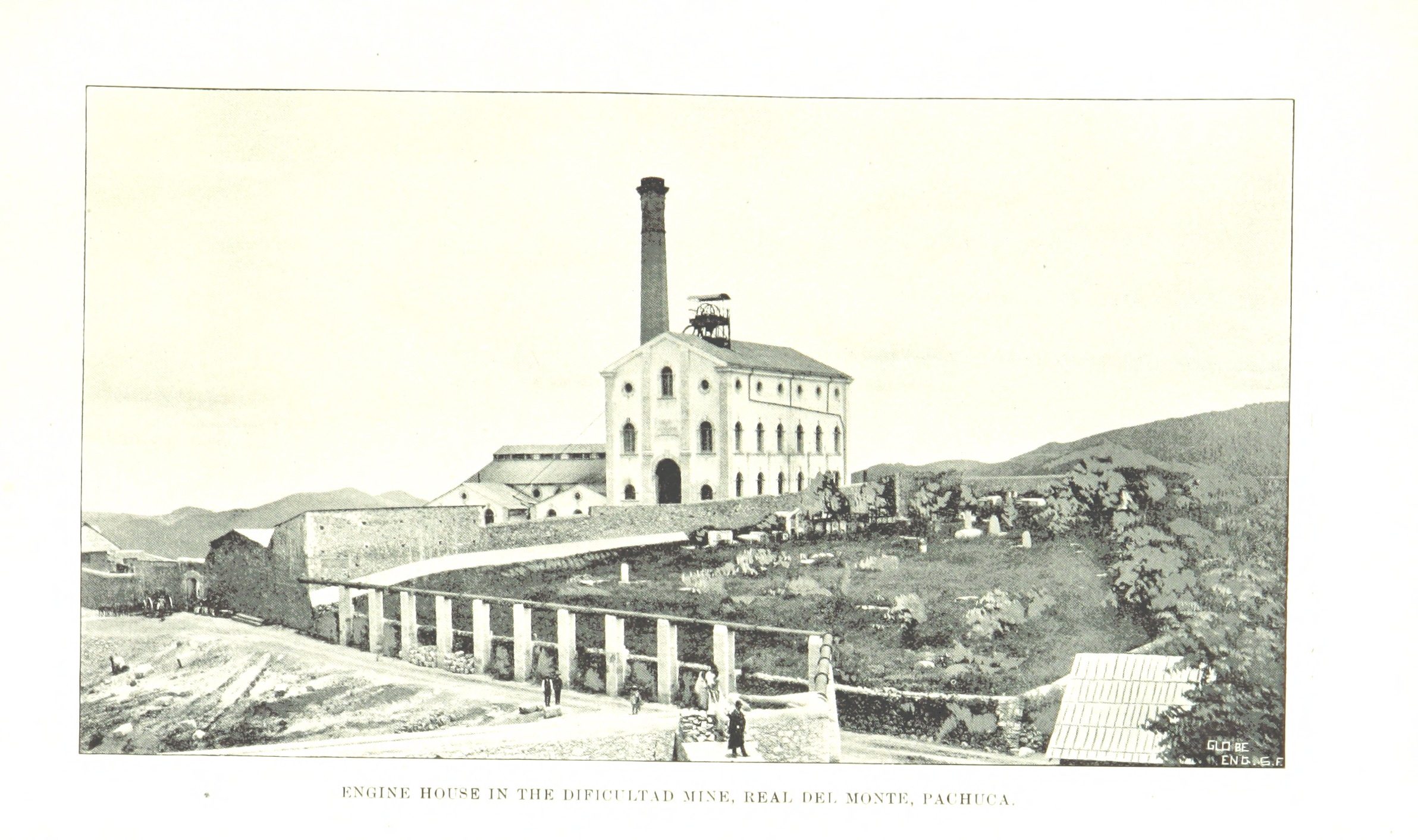
Mina la dificultad.

La mina fue descubierta el 5 de junio de 1865 por los Señores Martiarena, quienes tras varios obstáculos, reciben la posesión de la mina, junto con su socio, el Señor Chester, en agosto de 1866. A los seis años, Martiarena y Chester se ven obligados a recurrir al sistema de avío, realizando un contrato con la Compañía de Esquipulas, la Nueva; misma que fue absorbida por la Compañía Real del Monte y Pachuca, el 23 de junio de 1880, La Dificultad pasa a ser aviada por la Real del Monte.
En el contrato de avío con esta compañía, se estipulaba que sí las minas aviadas utilizaban maquinaría de la Compañía Real del Monte y Pachuca deberían pagar un 10 % del metal extraído. También se señala, que la dirección, administración y manejo de las minas, incluyendo la forma de trabajarlas y el beneficio de sus metales eran facultades exclusivas de Compañía Real del Monte. Este tipo de contratos de avío con pequeños mineros de la región, permitió a la Compañía Real del Monte y Pachuca ampliar sus posesiones.
Para continuar con la vida productiva del distrito minero Real del Monte y Pachuca, era la explotación del clavo de San Ignacio, localizado a 280 metros del tiro de La Dificultad, sobre la veta de Santa Inés. El inconveniente era que los elementos de desagüe con que se contaba resultaban insuficientes para continuar su explotación. Después de varios estudios realizados por los ingenieros Andrés Aldasoro y Manuel Contreras y por José de Landero y Cos, y Rodolfo Muñoz, se decidió instalar la máquina en el tiro de La Dificultad.
En 1885 la casa Paschker und Kaestner en Freiberg, construyó una máquina de columna de agua para el desagüe de la mina Morán, se optó por adquirir una máquina para la mina La Dificultad en Chemnitz, Alemania. Que era más costosa a una oferta que se tenía de Cornualles, se justificaba por la economía que se tendría en el consumo del combustible. En mayo de 1887 Oëtling Hermanos de Hamburgo, en representación de la Compañía Real del Monte y Pachuca, firmó con la Gran Fábrica de Máquinas un contrato para la construcción del complejo de máquinas.
El equipo tendría un peso total de 310 toneladas y un costo de 130 950 marcos alemanes. Se estableció un contrato de personal; entre septiembre de 1888 y febrero de 1890 llegaron a Real del Monte montadores, carpinteros, ingenieros, bomberos, albañiles, ademadores y maquinistas desde Alemania. El desagüe realizado por la máquina de La Dificultad, cuyo costo total incluido su traslado desde Alemania a Real del Monte, la habilitación del sitio y su instalación fue de $ 423 036.42.
En 1890 se instaló la Máquina de Vapor Sajona, máquina de 580 hp del sistema Woolf de doble efecto, con bombas Rittinger, un contrapeso hidráulico y un malacate fijo de 80  caballos.  la cual permitía el desagüe del Clavo de San Ignacio y de otras minas de la región;  Hasta 1897 se trabajó alternativamente con maquinaria de vapor y eléctrica. Con la venta de la compañía a un consorcio estadounidenses, poco a poco la tecnología alemana fue remplazada por tecnología de Gerneral Electrc, la estación de bombeo quedó instalada en el nivel 400.
Con el paso del tiempo la Compañía Real del Monte y Pachuca consideró que el resultado de la mina ya no era lo suficiente por lo que se decidió cerrarla en el siglo XXI, para ese entonces la Mina ya se encontraba en mal estado. En 2008 se inician los trabajos de restauración e investigación, el museo fue inaugurado el 13 de mayo de 2011.

## Arquitectura

Entrada a la Casa de las Máquinas.

La casa de máquinas edificada es un edificio de 14 m de ancho, 26 m de largo y 20 m de alto, techo de armaduras de fierro cubiertas de lámina acanalada, y tres cuerpos de ventanas. En el interior de ella una poderosa máquina del sistema Woolf. A un costado una chimenea de 40 m de altura y forma octagonal, única en la zona.
La Mina cuenta con 700 metros de profundidad, de los cuales 250 metros se encuentran inundados debido a la filtración de agua la cual se planea un proyecto de purificar el agua de la mina para poder usarla en Real del monte y Pachuca.

## Exhibiciones

Exhibiciones.

Se conserva la casa de máquinas y el malacate de vapor en su interior, además de un centro de distribución de energía eléctrica de alto voltaje, el área de calderas y un gran depósito de núcleos de mineral. El Museo de Sitio, seofrece una colección a base de: maquetas, fotografías, muestra de minerales, planos, dibujos, documentos, y herramientas que fueron usadas por los mineros.
En el Centro de Interpretación hay muestras de la época del vapor y su transición a la era de la electricidad en el trabajo minero, la historia de mina, así como la historia, desarrollo de la minería y el patrimonio heredado por ella en Pachuca de Soto, Real del Monte, San Miguel Cerezo, Mineral del Chico, y Huasca de Ocampo, poblaciones que integraron este distrito minero.